# Bruno Scipioni
Bruno Scipioni (né à Rome le 29 juillet 1934 et mort dans la même ville le 5 décembre 2019) est un acteur et doubleur italien.

## Biographie
Né à Rome, Bruno Scipioni est diplômé en comptabilité puis, en 1958, fréquente le Centro sperimentale di cinematografia. Il  commence une  carrière cinématographique avec Kapò (1959) et a été particulièrement actif au cours des années 1960, travaillant généralement comme acteur de genre. Il est également actif sur scène, dans des séries télévisées, dans des publicités et en tant que doubleur de voix.
Il est le père du doubleur de voix Carlo Scipioni.

## Filmographie partielle
- 1960 : Letto a tre piazze
- 1960 :  Messaline (Messalina, Venere imperatrice)
- 1960 : Madri pericolose
- 1960 : La Terreur du masque rouge (Il terrore della maschera rossa)
- 1961 : Mary la rousse, femme pirate (Le avventure di Mary Read)
- 1961 : Les partisans attaquent à l'aube (Un giorno da leoni)
- 1961 : L'Assassin (L'assassino)
- 1962 : La Beauté d'Hippolyte (La bellezza di Ippolita)
- 1962 : Deux contre tous (Due contro tutti)
- 1962 : Maciste à la cour du Cheik (Maciste contro lo sceicco)
- 1963 : Persée l'invincible (Perseo l'invincibile)
- 1963 : Les Camarades (I compagni)
- 1963 : I quattro tassisti
- 1963 : Sexy Toto
- 1963 : La ragazza (La ragazza di Bube)
- 1964 : Le Pont des Soupirs (Il Ponte dei sospiri) de Carlo Campogalliani et Piero Pierotti
- 1964 : Maciste dans les mines du roi Salomon (Maciste nelle miniere di re Salomone)
- 1964 : Quatre Balles pour Joë (Cuatro balazos)
- 1965 : Amore all'italiana
- 1965 : James Tont operazione U.N.O.
- 1965 : La donna del lago
- 1970 : Drame de la jalousie (Dramma della gelosia - tutti i particolari in cronaca)
- 1973 : Ce cochon de Paolo (Paolo il caldo) de Marco Vicario
- 1976 : La figliastra